# Зайцев, Василий Алексеевич (футболист)
Василий Алексеевич Зайцев (30 января 1909 — 9 января 1982, Таганрог) — советский футболист и тренер, заслуженный тренер РСФСР.

## Биография
Василий Зайцев родился 30 января 1909 года.
Первый матч юного спортсмена Васи Зайцева состоялся в 1923 году на безымянном пустыре, где встречались мальчишки из детского дома, в котором воспитывался и он сам.
После выхода из детдома работал на Таганрогском металлургическом заводе, но играл не в заводской команде, куда его не приняли в силу юного возраста, а в команде «Местран».
За 10 лет спортивной жизни Василий Зайцев участвовал в нескольких сотнях матчей, в том числе и с командами из Швейцарии, Дании, а также Москвы, Ленинграда, Харькова, Одессы, Днепропетровска, Ростова, Тбилиси и др.
В 1936 году команда «Динамо» под руководством В. Зайцева выиграла первенство в крае.
В 1937—1938 годах выступал за ростовское «Динамо», в том числе в 1938 году сыграл 15 матчей и забил три гола в высшем дивизионе СССР.
С 1939 года играл в команде Таганрогского комбайнового завода «Зенит», затем переименованной в «Трактор» (1946—1953), и, наконец, в «Торпедо».
В 1955 году эта команда стала чемпионом республики.
Воспитал целую плеяду тренеров, среди которых В. Осипенко, Н. Ильяшов, В. Борисенко, А. Левченко.
За активное участие и большой вклад в развитие физической культуры и спорта Зайцев имел десятки дипломов и почётных грамот.
Являлся председателем заводского совета добровольного спортивного общества «Трактор», тренером футбольной команды «Торпедо», членом президиума областной коллегии судей, председателем городской федерации футбола, начальником команды «Торпедо».
Умер 9 января 1982 года. Похоронен в Таганроге на «Аллее славы» Николаевского кладбища.